# Polari

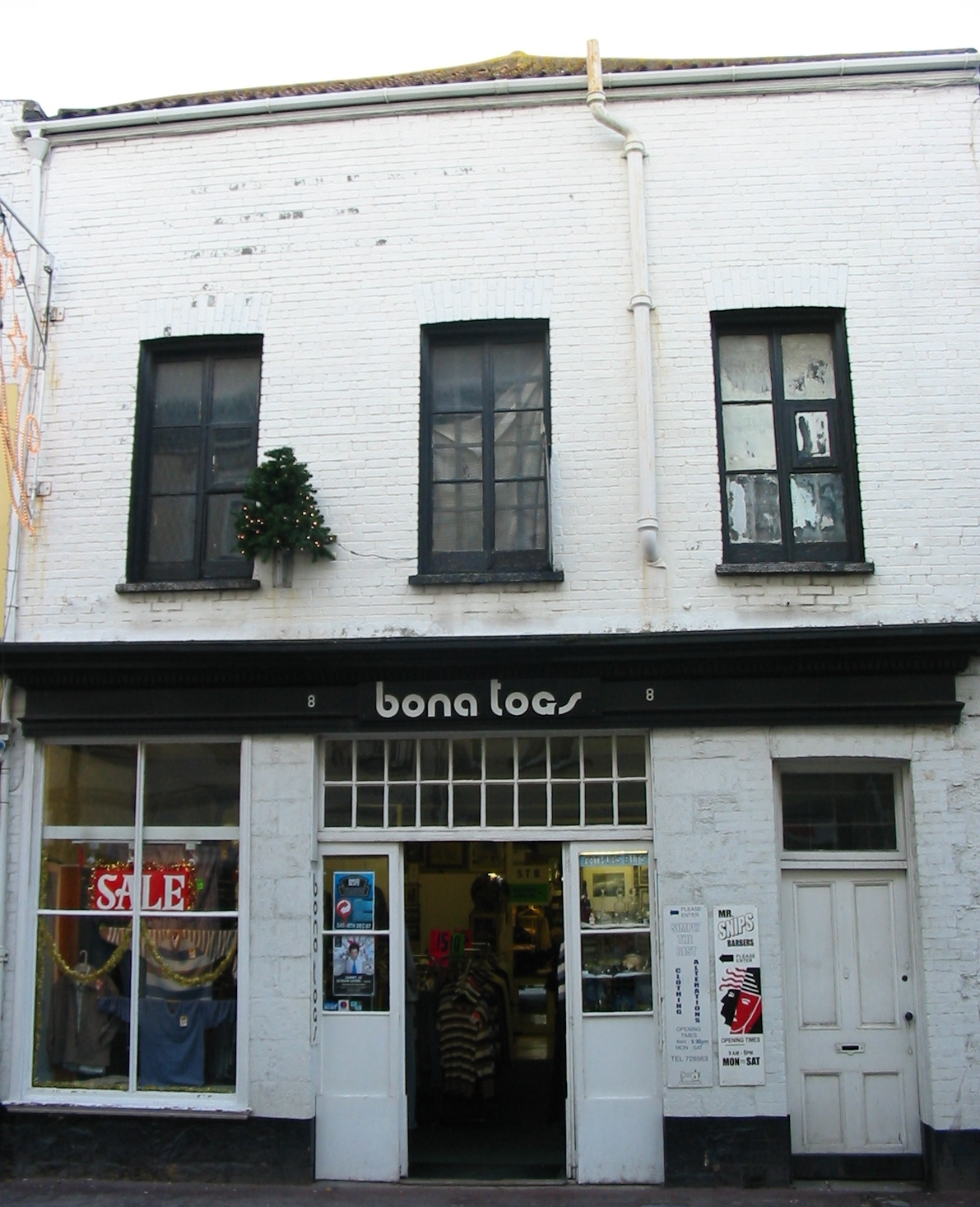
Klädesbutiken Bona Togs på Jersey som var öppen mellan 1967 och 2008.

Polari är en språkvariant eller kodspråk som talas på Brittiska öarna. Den kan räknas som ett oklassificerad och utdött språk. Homosexualitet var olagligt till 1967 i England och Wales och för att undvika fängelse brukade den lokala regnbågsgemenskapen använda polari för att dölja sin sexuella läggning.
Polaris guldålder var mellan 1930- och 1970-talet och den koncentrerades mestadels i London.
På 1950- och 1960-talet populariserades polari av den brittiske komikern Kenneth Williams som använde polari i sina TV- och radioprogram som hade ungefär 20 miljoner tittare och lyssnare. Sedan 1960-talet började polari dala eftersom homosexualitet blev avkriminaliserad och många i HBTQ-gemenskapen ville inte mer tydliggöra sin sexuella läggning med hjälp av språkbruket.
År 2017 hölls det en gudstjänst på polari i Cambridge, Storbritannien för att fira HBTQ-historias temavecka. Gudstjänsten hölls av teologistudenter, inte utexaminerade präster, vilket ledde till en skandal och Engelska kyrkan bad om förlåtelse efter det. Bibeln har översatts till polari.

## Lexikon
| Polari                 | Svenska      |
| ---------------------- | ------------ |
| ajax                   | nära         |
| bona                   | good         |
| chicken                | ung kille    |
| charpering omi/ sharpy | polisman     |
| dish                   | en snygg man |
| fantabulosa            | utmärkt      |
| feele                  | barn         |
| gelt                   | pengar       |
| jarry/ mangarie        | mat          |
| onk                    | näsa         |
| palare pipe            | telefon      |
| trade                  | sex          |
| vada/ varda            | att se       |
| hoofer                 | dansare      |
| polone                 | kvinna       |
| slap                   | smink        |

Källa: